# Sepp Trummer
Josef „Sepp“ Trummer, in der Nachkriegszeit kurzzeitig auch Jo(e) Trummer (* 7. Dezember 1921 in Graz; † 5. August 2020 ebenda), war ein österreichischer Schauspieler, Drehbuchautor, Hörspielsprecher und Kabarettist, dessen Wirken eng mit seiner Heimatstadt Graz verbunden war.

## Leben und Wirken
Sepp Trummer wurde am 7. Dezember 1921 als Sohn des damaligen Bäckergehilfen und späteren Bäckermeisters Josef Vinzenz Trummer (* 7. Februar 1889 in Graz; † 8. November 1964 ebenda) und dessen Ehefrau, des Stubenmädchens Juliana (geborene Brandner; * 2. April 1892 in Rötz bei Trofaiach; † 24. August 1873 in Graz), in Graz geboren und am 11. Dezember 1921 auf den Namen Josef getauft. Seine Eltern hatten am 25. Mai 1915 geheiratet. In seiner Heimatstadt besuchte Trummer die Volks- und Handelsschule und war noch in seiner Jugend als Praktikant im Lohnbüro bei Steyr Daimler Puch beschäftigt und erhielt dort später eine Ausbildung zum Industriekaufmann. Durch seine frühe Tätigkeit bei der Steyr-Daimler-Puch AG finanzierte er sich seine Schauspielausbildung an der Theaterschule Neuber-Gaudernak.
Während des Zweiten Weltkrieges wurde er zur Wehrmacht eingezogen und trat bereits während dieser Zeit bei Unterhaltungsabenden als Entertainer und Conférencier sowie in militäreigenen Theaterproduktionen auf. Nach Kriegsende setzt er seine künstlerische Karriere ab 1946 im Kabarett Der Igel, einem kleinen Zeittheater im Café Rheingold in der Grazer Annenstraße, fort. Unter der Leitung von Franz Paul trat er von 1946 bis 1948 mit Kabaretts im Sinne der Wiener Kleinkunst auf und stand dabei mit Persönlichkeiten wie Fritz Muliar, Henriette Ahlsen, Grita Kral, Hanns Obonya oder Heinrich Trimbur auf der Bühne. Die Texte, überwiegend verfasst von Wiener und Grazer Autoren, thematisierten unter anderem die Lebensmittelversorgung, den Schwarzmarkt, die politische Vergangenheit, die Besatzungszeit, aktuelle politische Entwicklungen sowie die Währungsreform. Eine der erfolgreicheren Nummern war etwa Der Laubfrosch, in der Trummer in einem grünen Anzug auftrat und satirisch den Abzug der alliierten Besatzungsmächte forderte. Ebenfalls ab 1946 war er in Stücken im Volkstheater Urfahr, im Theater „Die Tribüne“ in St. Peter oder im Kabarett in der Getreidegasse (der Kleinkunstbühne von Fred Kraus im Gasthof Mödlhammer in der Getreidegasse 26).
Das Kabarettspiel sah Trummer stets als den Mittelpunkt seines schauspielerischen Schaffens. Gemeinsam mit seiner späteren Ehefrau Gerda Klimek (* 9. März 1923 in Wien; † 17. Jänner 2015 in Graz), die er während deren Tätigkeit als Zahnarztassistentin in Leoben kennengelernt und am 28. Oktober 1952 geheiratet hatte, trat er immer wieder im Fernsehen und auf der Bühne auf. Aus der Ehe gingen zwei Töchter hervor: Susanne (* 1956) und Constanze (* 1960). Das Ehepaar begann bereits Ende der 1940er Jahre eine jahrzehntelange gemeinsame Rundfunkarbeit bei der Sendergruppe Alpenland und dem späteren ORF-Landesstudio Steiermark.
Das Radio als dominierendes Medium der unmittelbaren Nachkriegszeit trug maßgeblich zur steiermarkweiten Bekanntheit Sepp Trummers bei. Außerdem war Trummer von 1952 bis 1953 ein wesentlicher Bestandteil der von Emil Breisach ins Leben gerufenen Treffpunkt Orpheum-Veranstaltungen, die Radiokabarett zum Anschauen boten. Im Zweiwochenrhythmus wurde samstagabends ein kabarettistisches Programm zum aktuellen Zeitgeschehen gespielt, das am nächsten Tag im Rundfunk ausgestrahlt wurde. Charakteristisch für das Format war die kurzfristige Erstellung neuer Texte und Lieder. Die musikalische Begleitung übernahm Friedl Althaller; überregionale Gastkünstler traten fallweise bei einzelnen Vorstellungen auf und erweiterten das Programm. Darüber hinaus war Trummer auch an den Programmen Dies und das für jeden was im Stefaniensaal sowie Zeig, was du kannst beteiligt.
Sepp Trummer war zudem als Schauspieler, Kabarettist und Conférencier bei Live-Veranstaltungen tätig, wirkte fallweise aber auch in der Hörspielabteilung des Rundfunks oder als Moderator mit. Ende der 1950er Jahre präsentierte er gemeinsam mit Dieter Gogg jeden Samstag die aktuelle Ausgabe des Häferlguckers. In diesem Zeitraum trat Trummer außerdem als Gast am Opernhaus Graz und am Schauspielhaus Graz sowie laut einigen Quellen von 1955 bis 1957 am Wiener Volkstheater auf. Letztere Angabe ist jedoch mit hoher Wahrscheinlichkeit auf eine Verwechslung mit dem gleichnamigen Schauspieler Joe Trummer aus Wien zurückzuführen. Gemeinsam mit Maxi Böhm gastierte er auch mit Kabarettprogrammen in München und Nürnberg. Ein Engagement im Ensemble des Simpls in Wien, das ihm von Karl Farkas angeboten wurde, lehnte Trummer stets ab, um weiterhin in seiner Geburts- und Heimatstadt Graz tätig zu sein. Am Faschingsdienstag 1969 – an dem er traditionell am Umzug teilnahm – inszenierte Trummer einen als echt dargestellten Besuch von Ari Onassis und Jackie Kennedy Onassis, dargestellt von Karl Farkas und der Schauspielerin Elly Naschold. Die vermeintliche Ankunft des prominenten Paares, samt jubelnder Menschenmenge, Fernsehinterview und Empfang im Grazer Rathaus, sorgte für Aufsehen und wurde erst am folgenden Tag durch einen Bericht in der Kleinen Zeitung als satirische Aktion enthüllt. Trummer gilt allgemein als einer der Mitbegründer des Grazer Faschingsumzugs.
Gelegentliche Verpflichtungen für Film und Fernsehen rundeten sein künstlerisches Wirken ab. Dabei war er als Schauspieler und Humorist in Fernsehfilmen, Fernsehserien und Fernsehshows, sowie als Kabarettist zu sehen. Außerdem war er an der Schaffung eigener Formate beteiligt; so entstand etwa die ab 1969 ausgestrahlte ORF-Fernsehproduktion Mit versteckter Kamera auf Initiative und nach einem Konzept von Sepp Trummer. Zusammen mit Otto Wanz bildete er zeitweilig auf der Bühne ein erfolgreiches Kabarettduo. Auf dem Höhepunkt seiner Popularität trat der Kampfsportler gemeinsam mit Trummer als karikierte Werbefigur für die damalige Handelskammer in Erscheinung. In einer humorvoll inszenierten Plakatkampagne warben der schwergewichtige „Wanz“ in Ringerkleidung und der eher schmächtige „Herr Sepp“ im Catcher-Outfit für eine starke Wirtschaft. Die Plakate und Schilder waren über Jahre hinweg im Grazer Stadtbild präsent; eines der letzten wurde erst kurz vor dem Tod von Otto Wanz an der Tegetthoffbrücke entfernt.
Von 1978 bis 1984 war Trummer als Kabarettschauspieler Mitglied der Grazer Ensembles Die Gal(l)eristen, bei dem seine Ehefrau von 1978 bis 1988 Mitautorin, -komponistin und Darstellerin war. Im Anschluss wirkte er noch zwei Jahre im Kabarettensemble des Grazer Landhauskellers mit. Er zählte zudem zu den Mitbegründern des von seiner Ehefrau gestalteten Musikalisch-literarischen Salons im Grazer Hotel Erzherzog Johann, an dem sich Künstlerinnen und Künstler aus Graz und Wien beteiligten und der von 1990 bis 1999 stattfand. Bis ins hohe Alter trat regelmäßig bei Lesungen und Bühnenveranstaltungen in ganz Österreich auf.
Für sein kulturelles Wirken wurde ihm von der Steiermärkischen Landesregierung das Große Goldene Ehrenzeichen des Landes Steiermark verliehen. Nach einem Gemeinderatsbeschluss vom 5. Dezember 1996 wurde Trummer, der sich um die Stadt besonders verdient gemacht hatte, am 12. Dezember 1996 zum Bürger der Stadt Graz ernannt. Seine Ehefrau veröffentlichte im selben Jahr in der Edition Strahalm (Graz) das ihm gewidmete Buch Sepperl, fast ein Bilderbuch, das zahlreiche Auszüge aus seinem Leben enthält.
Emil Breisach, der ihn über viele Jahre begleitete und förderte, würdigte Trummer wie folgt: „Der Sepperl hatte nie Starallüren, eine unglaubliche Kollegialität und ein Durchhaltevermögen.“
Am 5. August 2020 starb Trummer 98-jährig in seiner Geburts- und Heimatstadt Graz und wurde am 14. August 2020 am Grazer Zentralfriedhof an der Seite seiner Eltern und seiner 2015 verstorbenen Ehefrau beerdigt (Z-8C-24-12).

## Filmographie (Auswahl)
Als Schauspieler, wenn nicht anders angegeben
- 1956: Holiday am Wörthersee (Co-Drehbuch)
- 1974: Hallo – Hotel Sacher … Portier! (Fernsehserie, eine Episode)
- 1979: Der tollste Tag
- 1982: Alfred auf Reisen (Fernsehserie, eine Folge)
- 1983–1984: Waldheimat (Fernsehserie, zwei Episoden)
- 1985: Der Sonne entgegen (Fernsehserie, eine Episode)
- 1986: Erdsegen
- 1993: Die Leute von St. Benedikt (Fernsehserie, zwei Episoden)
- 1993: Die drei Dorfheiligen
- 1993: Der Rabenvater
- 1993: Wenn der Hahn kräht
- 1993: Die Ledigensteuer

## Hörspiele (Auswahl)
- 1953: Carl Laufs, Wilhelm Jacoby: Pension Schöller (Ernst Kissling) – Regie: Emil Breisach (ORF)
- 1954: Otto Heinrich Kühner: Kasan liegt auf der Strecke nach Sibirien (Der August) – Regie: Herbert Spalke (ORF)
- 1957: Helmuth M. Backhaus: Sonderabteilung K7 (Viktor) – Regie: Emil Breisach (Satirisches Funkspiel – ORF)
- 1958: Alix du Frênes: Wenn sich die Türen schließen (Zobel) – Regie: Herbert Spalke (ORF)
- 1959: Anton Tschechow: Das verpaßte Glück (Hausbursche) – Regie: Herbert Spalke (ORF)
- 1959: Günter Eich: Omar und Omar (Emir) – Regie: Herbert Spalke (Original-Hörspiel – ORF)
- 1960: Emil Breisach: Menschen hinter Schaltern – Regie: Nicht angegeben (ORF)
- 1972: Josef Martin Bauer: Der Mensch Adam Deigl und die Obrigkeit (Georg Beilngrieser) – Regie: Kurt Sterneck (ORF)
- 1979: Emil Breisach: Wer frißt wen? – Regie: Emil Breisach; Manfred Mixner (ORF)
- 1980: Urs Widmer: Stan und Ollie in Österreich (Stan) – Regie: Karl Friedrich (ORF)
- 1983: Wolfgang Pollanz: Donald Duck in Hollywood oder Sind oder waren Sie Mitglied? (Dagobert Duck) – Regie: Karl Friedrich (Radiophones Hörspiel skurrilen Charakters – ORF)
- 1984: Wilfried Kulmer: Landflucht (Altbauer) – Regie: Heinz Hartwig (ORF)